# کامپس
کامپس (انگلیسی: Compass, Inc.) شرکت املاک آمریکایی است، که در سال ۲۰۱۲ تأسیس شد.